# Bubrežak
Bubrežak (en serbe cyrillique: Бубрежак) est un village de l'ouest du Monténégro, dans la municipalité de Nikšić.

## Démographie

### Évolution historique de la population
| 1948 | 1953 | 1961 | 1971 | 1981 | 1991 | 2003 |
| ---- | ---- | ---- | ---- | ---- | ---- | ---- |
| 255  | 275  | 256  | 3    | 4    | 5    | 5    |